# Кржишта, Вацлав
Вацлав Кржишта (чеш. Václav Křišta), 27 ноября 1953 года) — чехословацкий и чешский спортсмен, восьмикратный чемпион Чехии по международным шашкам, пятикратный чемпион по чешским шашкам, двукратный чемпион по бразильским шашкам и чекерсу. Председатель Чешской федерации шашек. Международный мастер. FMJD-id 10072. Окончил Пражский экономический институт. Работал инженером в фирме «Эксико».

## Спортивные достижения
Чемпионат мира 1980 — 22 место, 2017 год — (22 место в полуфинале А).
Чемпионат Европы 1983 — 5 место, ЧЕ 2006 — 53 место, 2010 — 40 место.
Чемпион Чехии по международным шашкам: победитель (1979, 1980, 1982, 1986, 1995, 2004, 2008, 2010, 2013).
Чемпионат Чехии по чешским шашкам: победитель  (2000, 2002, 2006, 2008, 2011).
Чемпионат Чехии по бразильским шашкам: победитель (2007, 2008).
Чемпионат Чехии по чекерсу: победитель (2015, 2016).
Победитель турнира Golden Prague (1998).
В 2016 году отобрался на чемпионат мира по фризским шашкам.